# 1400 az irodalomban
Az 1400. év az irodalomban.

## Halálozások
- október 25. – Geoffrey Chaucer, a középkor legnagyobb angol költője (* 1340-es évek)
- 1400 körül – Lo Kuan-csung kínai író; a négy legjelentősebb klasszikus kínai regény közül kettőt is neki tulajdonítanak (* 1330 körül)